# Internacionalni festival filma Kustendorf
Das Internacionalni festival filma Kustendorf ist ein Filmfestival in Küstendorf in Serbien.
Das Festival wurde vom bekannten Regisseur Emir Kusturica 2008 ins Leben gerufen. Es findet in dem künstlich angelegten Dorf Küstendorf in der Mokra Gora im Zlatibor-Gebirge statt. Das Festival ist ein Nachwuchswettbewerb für Filmstudenten, bei dem Newcomer-Filme aus aller Welt prämiert werden. Es handelt sich um Kurzfilme bis 45 Minuten Länge. Verliehen werden das goldene, silberne und bronzene Ei.

## Geschichte und Preisträger

### 2008
Das erste Festival fand vom 14. bis zum 21. Januar 2008 statt. Begonnen wurde das Festival mit einer Beerdigung des Filmes Die Hard 4 auf dem Friedhof der schlechten Filme. Die Jury bestand aus Peter Handke, Andrea Gambeta und Ninos Feneck Mikelidis. Nikita Mikhalkov war Hauptgast und hielt einen Workshop ab. Weitere Gäste waren Fatih Akin, Cristian Mungiu, Miki Manojlović, Michael Radford, Vojislav Koštunica, Eran Kolirin, Christian Monggaard, Matija Bećković und Răzvan Vasilescu.
Preisträger:
- Goldenes Ei für Like Everybody Else von Franco Lolli.
- Silbernes Ei für Possessed von Martin Hempton.
- Bronzenes Ei für den Film In Between von Jose E. Iglesias.

### 2009
Das zweite Festival fand vom 8. bis zum 14. Januar 2009 statt. Eröffnet wurde das Festival mit einem Besuch der Grabstelle des beim letztjährigen Festival begrabenen Films Die Hard 4. Hauptgast war Jim Jarmusch, der auch einen Workshop abhielt. Weitere Gäste waren Sergei Dworzewoi, Thierry Frémaux und andere. Die Präsidentin der Jury Anica Dobra und die beiden Mitjuroren Karl Baumgartner und Gian Luca Farinelli vergaben die Preise.
Preisträger:
- Goldenes Ei für Godog vom Japaner Kohki Hasei.
- Silbernes Ei für Mikis Ballad von der Montenegrinerin Nina Vukovic.
- Bronzenes Ei für den Film Viola from the USA von dem Koreaner Shih-Ting Hung.

### 2010
Das dritte Festival fand vom 13. bis zum 19. Januar 2010 statt. Hauptgast beim Festival war 2010 der Schauspieler Johnny Depp, dem eine lebensgroße Statue gewidmet wurde.
Preisträger:
- Goldenes Ei für Verlorenes Paradies von Mihal Brezis und Oded Binnun.
- Silbernes Ei für Großmutter von der Tschechin Zuzana Kirchnerová-Špidlová.
- Bronzenes Ei für den litauischen Film Lernavan von Marat Sargsyan.

Der Jury-Sonderpreis ging an den bulgarischen Zeichentrickfilm Ohne Ende von Blagoje Kostov.

### 2011
Das vierte Festival fand vom 5. bis zum 12. Januar 2011 statt.

### 2012
Das fünfte Festival fand vom 17. bis zum 23. Januar 2012 statt.

### 2013
Das sechste Festival fand vom 16. bis zum 22. Januar 2013 statt.

### 2014
Das siebte Festival fand vom 18. bis zum 23. Januar 2014 statt.

### 2022
Das 15. Festival fand vom 6. bis zum 10. Mai 2022 statt. Igor Tzoy and Andrey Zamoskovny gewannen gemeinsam das Goldene Ei mit dem Beitrag Clear Sky.
Das Silberne Ei ging an Jannis Alexander Kiefer mit Good German Work/Colleagues.
Das bronzene Ei ging an Vanja Victor Kabir Tognola mit Danzamatta.